# Dariusz Buras
Dariusz Buras (ur. 16 listopada 1971 w Skrzyszowie) – polski duchowny rzymskokatolicki, administrator apostolski Atyrau w latach 2015–2020.

## Życiorys
Pochodzi z parafii św. Stanisława BM w Skrzyszowie. Studiował w latach 1991–1992 chemię i nauki polityczne na Uniwersytecie Wrocławskim, ale przerwał te studia i wstąpił do Wyższego Seminarium Duchownego w Tarnowie. 30 maja 1998 został wyświęcony na prezbitera w katedrze Narodzenia Najświętszej Maryi Panny w Tarnowie przez biskupa tarnowskiego Wiktora Skworca.
W latach 1998–2000 pracował jako wikariusz w parafii Trójcy Przenajświętszej i św. Leopolda w Rzezawie. W 2000 roku wyjechał do pracy duszpasterskiej w Tarnopolu na Ukrainie, a stamtąd w 2002 roku do Atyrau w Kazachstanie. W roku akademickim 2006-2007 był ojcem duchowym w Wyższym Międzydiecezjalnym Seminarium Duchownym w Karagandzie. W 2007 roku wrócił do Polski, aby podjąć obowiązki ojca duchowego w Centrum Formacji Misyjnej w Warszawie. Jednocześnie pogłębiał studia na Uniwersytecie im. Kard. Stefana Wyszyńskiego w Warszawie, uzyskując tam licencjat z teologii duchowości. W 2010 r. ponownie wyjechał z kraju, tym razem do pracy duszpasterskiej w Norwegii. Tam działał duszpastersko jako wikariusz parafii katedralnej w Oslo. Był również odpowiedzialny za stałą formację kapłanów z diecezji tarnowskiej, posługujących w tym kraju.
16 maja 2015 r. papież Franciszek mianował go administratorem apostolskim Atyrau. 1 marca 2019 r. wziął udział w wizycie Ad limina apostolorum w Watykanie z papieżem Franciszkiem wraz z biskupami Kazachstanu oraz przedstawicielami Kościoła z Azji środkowej. 8 grudnia 2020 r. papież Franciszek przyjął jego rezygnację z obowiązków administratora apostolskiego Atyrau.
W 2021 powrócił do Norwegii i został skierowany do parafii św. Sunnivy w Molde.